# Rádio Blaník
Rádio Blaník je česká celoplošná rozhlasová stanice, která kromě pravidelných krátkých zpráv (regionálních i centrálních) vysílá směs hudby středního proudu jak zahraničních, tak českých interpretů.
V podílu na trhu má v mnoha krajích 1. místo (Středočeský, Plzeňský, Karlovarský, Ústecký, Liberecký, Pardubický, Vysočina). Nižší poslechovost na Moravě a ve Slezsku je způsobena dodatečným pokrytím v roce 2020 z jiných rádií.[zdroj?] Strategií je rozšířit vysílání i pro Moravu a Slezsko. 
Cílovou skupinou jsou posluchači ve věku 30+. Využívá sloganů "Hrajeme hezky česky", "Pohodové české rádio" nebo "Pohodové rádio pro celou Moravu a Slezsko". Každý rok v květnu pořádá Blaník narozeninový koncert u zámku na Konopišti. 
Každé první pondělí v měsíci hraje Blaník pouze české písničky. 
Hlasy stanice jsou herci Pavel Novotný a herečka Regina Řandová. Jingly (reklamní znělky stanice) nazpívala zpěvačka Markéta Jakšlová, bývalá členka skupiny Verona. 

## Historie
Stanice začala vysílat 5. června 1999 jako lokální středočeská rozhlasová stanice, která nahradila původní Radio VOX. Během krátké doby získalo její vysílání mezi posluchači velkou oblibu, a proto začala být rozšiřována síť pozemních vysílačů. V červnu 2002 bylo rozhodnuto o zániku Rádia Vranov a zahájení vysílání Blaníku na jeho frekvencích. V pátek 27. prosince 2002 se Blaník rozšířil do severních Čech díky frekvencím Radia TEP. 20. ledna 2008 skončila samostatná existence dvou stanic – Radia Děčín a Eldorádia. 4. února 2008 přestala vysílat další rozhlasová stanice, plzeňské Radio Karolína. S rádiem ve východních Čechách spolupracovalo Radio OK, které 1. července 2010 zaniklo a stalo se součástí Blaníku. 1. prosince 2013 se Blaník rozšířil do dalšího regionu díky spolupráci s tamním Rádiem Valašsko. V březnu 2018 bylo rozhodnuto o zániku západočeského Rádia Egrensis, na jehož frekvencích se nově ozývá Blaník. V pátek 1. května 2020 začal Blaník vysílat na celkem deseti nových kmitočtech po brněnském Rádiu Petrov. Od 7. listopadu 2020 vysílá Blaník na ostravské frekvenci 93,7 FM Rádia Helax, které je nyní jen online přejmenované na Fajn Helax bez moderovaného obsahu vysílané z Prahy, a na frekvencích Radia Rubi. Od 6. září 2021 do 31. března 2022 byla z vysílače Ještěd na frekvenci 101,4 FM po Radiu Contact Liberec šířena liberecká mutace Blaníku, od 1. dubna 2022 je zde vysílána verze pro Čechy.
Od podzimu roku 2021 pokrývá Rádio Blaník Čechy, Moravu i Slezsko a tím se stalo konkurenční celoplošnou stanicí.    

## Vysílací minulost a současnost
Jako jediná celoplošná stanice v České republice vysílala každý den své odpojované vysílání pro dvě oblasti. Každý večer byly dostupné dva streamy – Čechy & Morava a Slezsko. Stream Čechy je vysílán dodnes z hlavního studia v Praze, ale stream Morava a Slezsko vysílán z Ostravy od května 2025 zanikl a vysílá se pouze z Prahy centrálně. V odpojovaných hodinách byl vysílán čistě regionální servis a informace s regionálními moderátory - na Moravě a Slezsku Honza Foltýn nebo Michal Krusberský. Odpojování probíhalo i díky pořadu Písničky na přání, kde si je rádio blíž svým  posluchačům.[zdroj?]
V současné době přes den vysílá rádio každou hodinu rozdílné informace o počasí a dopravě dle poslouchaného okruhu.  
Webová verze Blaník CZ vysílá po celý den pouze české písničky bez jediné zahraniční, který bude možné naladit na DAB. V červenci 2025 vznikla stanice Český Blaník, kterou je možné naladit pouze v síti DAB+ a je možné ho také poslouchat na webových stránkách rádia Blaník.[zdroj?] V FM síti není Český Blaník dostupný.   

## Moderátoři
- Petr Brožík
- Martin Císař
- Petr Slíva
- Iva Lecká
- Pepa Černý
- Vlasta Suk
- Taťána Janevová
- Mirek Thera
- Radek Škudrna
- Martin Ledinský
- Jiří Fröhlich
- Michal Krusberský[zdroj?]

## Redakce
- Tereza Musilová (vedoucí redakce)
- Monika Holubová
- Renáta Pechová
- Hana Kotherová
- Adéla Zahradníčková
- Ivanna Balkovska
- Karolína Novotná
- Lenka Morávková
- Radek Barkman
- Eliška Votrubová
- Martin Kozák
- Honza Foltýn[zdroj?]

## Pořady
| první                             | moderátor/ka                                                                       | Popis pořadu                                                                                             |
| --------------------------------- | ---------------------------------------------------------------------------------- | --- |
| Dobré ráno Rádia Blaník           | Petr Slíva/Adéla Zahradníčková                                                     | zprávy, počasí, různé zajímavosti a povídání                                                             |
| Hodinka hezky česky               | Martin Císař                                                                       | součást Dobrého rána                                                                                     |
| České silnice z první ruky        | Jan Rýdl                                                                           | povídání s mluvčím Ředitelství silnic a dálnic, Janem Rýdlem                                             |
| Zlaté české ručičky               | Petr Slíva                                                                         | povídání s lidmi, kteří umí něco výjimečného                                                             |
| Na cestách s Miroslavem Táborským | Miroslav Táborský                                                                  | výlety na různá místa po Česku                                                                           |
| Písničky na přání                 | Vlasta Suk/Martin Ledinský/Honza Foltýn/Michal Krusberský/Mirek Thera/Martin Císař | písničky doplněné o vzkazy od posluchačů                                                                 |
| Česká desítka                     | Petr Slíva                                                                         | přehled 10 nejhranějších českých písniček v českém a moravském éteru uplynulého týdne + 2 pohledy zpátky |
| Slavné desky – Hezky česky        | Vlasta Suk/Jiří Fröhlich                                                           | hledání české verze zahraničního hitu                                                                    |
| Písničky z lásky                  |                                                                                    | zamilované písničky                                                                                      |
| Tajemný rok                       | Petr Slíva/Adéla Zahradníčková                                                     | písničky z jednoho roku                                                                                  |
| Hodinka hezky česky               | Martin Císař / Jiří Fröhlich / Iva Lecká                                           | hodina pouze českých písniček                                                                            |
| Blaník růže přináší               | Pepa Černý/Honza Foltýn                                                            | |
| Svět podle Samiry                 | Samira Al Aliová                                                                   | |
| Kytarové ráno                     | Petr Slíva                                                                         | rozhovor s hostem s hudebním doprovodem                                                                  |
| Krajánek Rádia Blaník             | Vlasta Suk / Petr Brožík                                                           | cestování s Pepou Černým po České republice                                                              |
| Slavné tváře z kalendáře          | Daniel Rumpík (ředitel Rádia Blaník)                                               | zajímavá hudební výročí                                                                                  |
| Dobré rady do zahrady             | Iva Lecká                                                                          | rady pro zahrádkáře a pěstitele                                                                          |
| Host Rádia Blaník                 | Petr Slíva                                                                         | součást Dobrého rána                                                                                     |
| Pepovi parťáci                    | Pepa Černý                                                                         | povídání se zajímavým hostem                                                                             |

## Bývalí moderátoři
- Katka Pallayová
- Žaneta Filípková
- Jirka Svoboda
- Pavel Kučera
- Vladimír Čech
- Monika Poledníková
- Anděla Blažková
- Daniel Rumpík - nyní programový ředitel
- Vláďa Slezák
- Eva Holubová
- Petr Kolář
- Karel Vágner
- Eva Laštovičková
- Honza Foltýn (pro oblast Moravy a Slezska)
- Magda Otáhalová (pro oblast Moravy a Slezska)
- Radek Erben (Rádio Blaník Morava a Slezsko)
- Aleš Brůna (Rádio Blaník Morava a Slezsko)
- David Jelínek (Rádio Blaník Liberec)
- Dušan Pfohl (Rádio Blaník Liberec)
- Ellen Rozkovcová (Rádio Blaník Liberec)
- Ivoš Nesler (Rádio Blaník Liberec)
- Petr Kolín (Rádio Blaník Liberec)[zdroj?]

## Vysílače
Rádio Blaník je šířeno z následujících FM a DAB vysílačů:[ve zdroji nenalezeno]
| Vysílač                          | Kmitočet  | Výkon (ERP) | Polarizace   |
| -------------------------------- | --------- | ----------- | ------------ |
| Praha – spalovna Malešice        | 87,8 MHz  | 1 kW        | vertikální   |
| Karlovy Vary                     | 88,3 MHz  | 0,2 kW      | vertikální   |
| České Budějovice                 | 88,4 MHz  | 1 kW        | vertikální   |
| Šumperk                          | 90 MHz    | 1 kW        | vertikální   |
| Prostějov                        | 90 MHz    | 0,2 kW      | vertikální   |
| Karlovy Vary                     | 90,3 MHz  | 0,2 kW      | vertikální   |
| Děčín                            | 91,6 MHz  | 1 kW        | vertikální   |
| Mariánské Lázně – Dyleň          | 92,5 MHz  | 5 kW        | vertikální   |
| Znojmo                           | 92,8 MHz  | 0,2 kW      | vertikální   |
| Hodonín                          | 92,8 MHz  | 0,1 kW      | vertikální   |
| Prachatice                       | 92,8 MHz  | 0,1 kW      | vertikální   |
| Svitavy                          | 92,9 MHz  | 0,2 kW      | vertikální   |
| Kroměříž                         | 93,1 MHz  | 0,1 kW      | vertikální   |
| Cheb                             | 93,2 MHz  | 1 kW        | vertikální   |
| Ostrava – Hošťálkovice           | 93,7 MHz  | 39,81 kW    | horizontální |
| Pardubice – Krásné               | 93,9 MHz  | 100 kW      | horizontální |
| Boskovice                        | 94,2 MHz  | 0,316 kW    | vertikální   |
| Zlín                             | 94,3 MHz  | 0,1 kW      | vertikální   |
| Ústí nad Labem                   | 94,5 MHz  | 0,2 kW      | vertikální   |
| Děčín                            | 94,8 MHz  | 0,5 kW      | vertikální   |
| Votice – Mezivrata               | 95 MHz    | 93,32 kW    | horizontální |
| Valašské Meziříčí                | 95,3 MHz  | 0,2 kW      | vertikální   |
| Přerov                           | 95,4 MHz  | 0,1 kW      | vertikální   |
| Boskovice                        | 95,6 MHz  | 0,1 kW      | vertikální   |
| Pec pod Sněžkou – hotel Horizont | 96,1 MHz  | 0,05 kW     | vertikální   |
| Plzeň                            | 96,3 MHz  | 0,2 kW      | vertikální   |
| Vyškov                           | 96,4 MHz  | 0,18 kW     | vertikální   |
| Mariánské Lázně                  | 96,6 MHz  | 0,2 kW      | vertikální   |
| Uherský Brod                     | 96,7 MHz  | 0,1 kW      | vertikální   |
| Olomouc                          | 97,1 MHz  | 5 kW        | vertikální   |
| Břeclav                          | 97,4 MHz  | 0,1 kW      | vertikální   |
| Jihlava                          | 98 MHz    | 0,251 kW    | vertikální   |
| Žďár nad Sázavou                 | 98 MHz    | 0,151 kW    | vertikální   |
| Moravské Budějovice              | 98,3 MHz  | 0,1 kW      | vertikální   |
| Vyškov                           | 98,4 MHz  | 0,05 kW     | vertikální   |
| Třebíč                           | 98,6 MHz  | 0,5 kW      | vertikální   |
| Tachov                           | 100 MHz   | 0,2 kW      | vertikální   |
| Sokolov                          | 100,1 MHz | 0,1 kW      | vertikální   |
| Písek                            | 100,2 MHz | 0,05 kW     | vertikální   |
| Teplice                          | 100,6 MHz | 2 kW        | horizontální |
| Domažlice                        | 101 MHz   | 0,1 kW      | vertikální   |
| Liberec – Ještěd                 | 101,4 MHz | 20 kW       | horizontální |
| Uherské Hradiště                 | 101,4 MHz | 0,1 kW      | vertikální   |
| Hranice                          | 102,5 MHz | 0,1 kW      | vertikální   |
| Nový Jičín                       | 102,8 MHz | 0,2 kW      | vertikální   |
| Brno – Hády                      | 103,4 MHz | 5,011 kW    | vertikální   |
| Hradec Králové                   | 103,4 MHz | 1 kW        | vertikální   |
| Sokolov                          | 103,7 MHz | 0,05 kW     | vertikální   |
| Znojmo                           | 104,2 MHz | 1 kW        | vertikální   |
| Plzeň – Radeč                    | 104,7 MHz | 10 kW       | horizontální |
| Český Krumlov                    | 104,7 MHz | 0,1 kW      | vertikální   |
| Strakonice                       | 104,8 MHz | 0,1 kW      | vertikální   |
| Třebíč                           | 104,8 MHz | 0,1 kW      | vertikální   |
| Klatovy                          | 104,9 MHz | 0,1 kW      | vertikální   |
| Varnsdorf                        | 105 MHz   | 0,2 kW      | vertikální   |
| Jindřichův Hradec                | 105,1 MHz | 0,05 kW     | vertikální   |
| Vrbno pod Pradědem               | 105,4 MHz | 1 kW        | vertikální   |
| Zlín                             | 105,4 MHz | 0,2 kW      | vertikální   |
| Zábřeh                           | 105,4 MHz | 0,1 kW      | vertikální   |
| Velké Meziříčí                   | 105,7 MHz | 0,1 kW      | vertikální   |
| Chomutov – Jedlová hora          | 106,5 MHz | 10 kW       | horizontální |
| Vsetín                           | 107,1 MHz | 0,2 kW      | vertikální   |
| Rožnov pod Radhoštěm             | 107,1 MHz | 0,1 kW      | vertikální   |
| Liberec                          | 107,4 MHz | 0,1 kW      | vertikální   |
| Aš                               | 107,9 MHz | 0,038 kW    | vertikální   |

| Vysílač                | Kanál | Kmitočet    | Výkon (ERP) | Polarizace |
| ---------------------- | ----- | ----------- | ----------- | ---------- |
| Plzeň – Košutka        | 6D    | 187,072 MHz | 1 kW        | vertikální |
| Praha – Žižkov         | 7A    | 188,928 MHz | 0,8 kW      | vertikální |
| Ostrava – Hošťálkovice | 7D    | 194,064 MHz | 0,2 kW      | vertikální |
| Praha – Strahov        | 10D   | 215,072 MHz | 0,125 kW    | vertikální |